# Jean II. (Viennois)

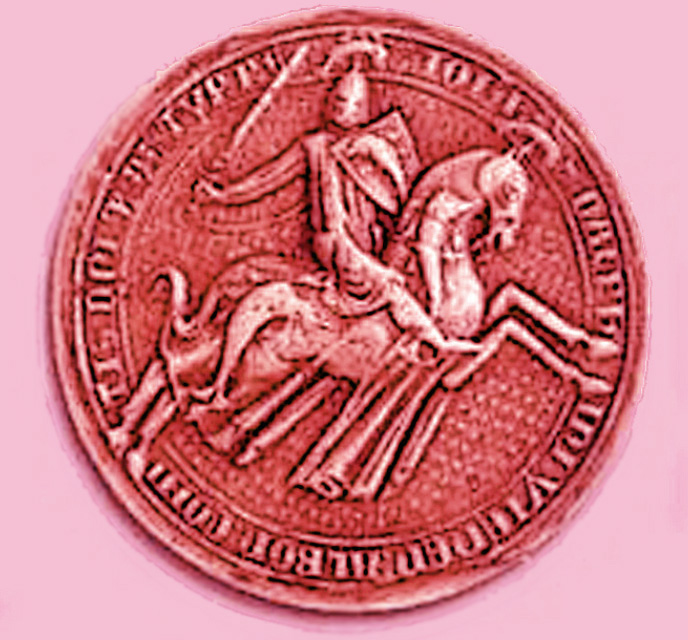
Großes Siegel von Jean II.

Jean II. de la Tour-du-Pin (* 1280; † 5. März 1319 in Pont de Sorgues bei Avignon) war Dauphin von Viennois von 1306 bis 1319. Er war der Sohn von Humbert I., Herr von La Tour-du-Pin und Coligny-le-Neuf, und Anne von Burgund, Dauphine von Viennois.
Jeans Leistung bestand vor allem darin, den Waffenstillstand zwischen der Dauphiné und Savoyen zu nutzen, um die Landesverteidigung durch Stadtgründungen an der Grenze zu stärken. Er versuchte durch Abgabe gerodeten Landes und Baugenehmigungen Siedler anzuziehen, die im Gegenzug verpflichtet wurden, für den Unterhalt der Stadtbefestigungen zum Schutz vor savoyardischen Überfällen zu sorgen. Zu dieser Zeit wurden die Orte La Buissière und Avalon (Saint-Maximin (Isère)) mit einer Stadtmauer umgeben, wodurch das Tal zwischen Grenoble und Chambéry in Höhe er heutigen Départementsgrenze geschützt wurde. Die Kosten für die Arbeiten wurden von den Bürger in Form einer „Vingtain“ genannten Naturalabgabe aufgebracht, die im Jahr 1310 erstmals erhoben wurde.
Jean II. starb am 5. März 1319 auf dem Rückweg von einem Besuch des päpstlichen Hofes in Pont-sur-Sorgues, einem kleinen Ort etwa vier Kilometer außerhalb Avignons.

## Nachkommen
Er heiratete 1296 Beatrix von Ungarn, Tochter von Karl Martell, Prinz von Sizilien und Titularkönig von Ungarn, und Klementia von Habsburg. Mit ihr hatte er drei Kinder:
- Guigues VIII. (* 1309; † 1333), Dauphin du Viennois;
- Humbert II. (* 1312; † 1355), Dauphin du Viennois;
- Catherine.

Außerdem hatte Jean einen unehelichen Sohn:
- Mainfredin († nach 1336), Dominikaner im Konvent von Tardonois.